# Карл VIII Шведски
Карл VIII Шведски или Карл Кнутсон  (октобар 1408 или 1409, Упсала - 15. мај 1470, Стокхолм) је био чувени шведски племић и регент Шведске  (1436—1441, 1448 - 1457, 1464 - 1465, 1467 - 1470), као и краљ Норвешке (1448—1450) из династије Бонде за време Калмарске уније.

## Краљ Шведске

### Успон на престо
Године 1434.    у Далекарлији је избио устанак против Данаца под вођством ситног племића Енгелбректа Енгелбректсона. Он је брзо захватио читаву земљу. Сељачка војска коју је организовао Енгелбрект успешно је оперисала против Данаца. Устанку су пришли сви који су били незадовољни данском влашћу, а међу њима је био и Карл, и Шведска је за непуна четири месеца, сем неколико утврђених места, била ослобођена Данаца . Године 1435.   Енгелбрект је сазвао сталешку скупштину — риксдаг — на коју су на равној нози са аристократијом и свештенством били позвани и представници градова и слободног сељаштва . Та је скупштина објавила збацивање данског краља Ерика Померанског   и изабрала за регента краљевине Енгелбректа. Али сељаци нису тежили само да се ослободе данске власти. Њихов је покрет почео да се усмерава против шведских феудалаца. Међу сељацима се ширило учење о општој једнакости.
Карл и други феудалци су се узнемирили. Нарочито се онеспокојило свештенство; оно је у сељачком покрету видело аветињу хуситства, које је тада плашило машту католичког свештенства читаве Европе. Стога су се аристократија и свештенство сложили  да 1436. године  врате на престо Ерика Померанског, али су притом за управљање земљом поставили Карла. Енгелбректа су се ослободили издајничким убиством. Ерик је морао обећати да ће се на највише дужности у Шведској постављати само шведске велможе и да ће се одсада ратови објављивати само у сагласности са аристократијом све три краљевине. На тај начин, Калмарска је унија задржана, ма да у суштини само формално .

### Владавина
Карл је са Данском водио је дуготрајну борбу, с којом је била повезана и борба у самој Шведској. Крупни феудалци и нарочито црква чинили су данску партију, која је тежила да уз помоћ Данаца доведе до краја феудализацију шведског друштва и да потчини себи сељаштво. Покушаји који су чињени у том смислу навели су сељаке да приђу националној партији, која се састојала од ситног племства и грађана и која се борила за пуну политичку самосталност Шведске.
Данска политика се косила са интересима шведских феудалаца. Ограничавање права аристократије, одузимање краљевских земаља које је она присвојила, рушење феудалних замкова — све је то изазивало дубоко незадовољство међу шведском аристократијом. И спољна политика Данске, која је била усмерена против Ханзе и Холштајна, газила је интересе Шведске, која је желела да с Светим римским царством успостави непосредну трговачку везу. Крајње су били незадовољни сопственици рудника, тесно повезани с Ханзом, којој су продавали гвожђе и бакар. Данско чиновништво дозвољавало је себи сва могућа угњетавања и изнуђивања .
Без обзира на то што је у Шведској постојао знатан слој слободног сељаштва, у земљи је главна снага постала, као и у Данској, крупна феудална аристократија. Неколико аристократских породица и више свештенство приграбили су у своје руке власт у Шведској .

## Краљ Норвешке
Године 1448. Карл је искористио смрт данског краља Кристофера III Баварског и потчинио слабију Норвешку, која је од Шведске зависила у снабдевању житом, тако је дошло до персоналне уније између Шведске и Норвешке. И Норвежани су били незадовољни Данском влашћу, тако да је лако дошло до ове персоналне уније у којој су тражили ослонац. Данска влада привукла је на своју страну више свештенство у Норвешкој, попунила државни савет Норвешке Данцима, увела низ нових пореза, пошто су јој били потребни новац и људи за њене ратове, за које Норвешка није била заинтересована. Један од начина експлоатације Норвешке било је кварење монете за коју је данска влада захтевала да се прима по номиналној вредности, тражећи у исто време да јој се плаћа монетом пуне вредности. Део норвешке територије, Шетландска и Оркнијска острва, Данска је продала шкотском краљу .
Пространо Норвешко царство је наставило да се смањује за време његове владавине. Исланд је остао скандинавска земља која је имала сопствену културу и установе. И мада је власт Скандинаваца над Гренландом била слаба, нико није показао интересовање за ову пусту земљу .
На крају су, 1450. године, Данци успели да војном силом покоре Норвешку, која је од њих зависила као и од Шведске .

## Смрт
15. мај 1470. године Карл је умро у Стокхолму. Тада је национална партија истакла за регента  Стена Густавсона Стиреа  .